# Club de Montaña Bilibio
El Club de Montaña Bilibio es una asociación deportiva de la ciudad de Haro en La Rioja (España). Es la sociedad de montaña más antigua de la localidad y la segunda de la provincia tras el colectivo Sherpa de Logroño. Fue fundada el 25 de febrero de 1973 en el monte Toloño por un grupo de aficionados, con objeto de practicar y divulgar las actividades deportivas de montaña y el senderismo.
Desde 1979 organiza anualmente el Trofeo de Montaña Bilibio.
Toma su nombre de los Riscos de Bilibio, muy vinculados históricamente a Haro y presentes en sus tradiciones y celebraciones locales.
En 2008 se encontraba compuesta por unos cien socios.

## Servicios
Ofrece diversos servicios de formación, asesoramiento y préstamo de material. También facilita la tramitación de la licencia federativa, que permite desarrollar la afición a la montaña con mayor seguridad.

## Eventos

### Trofeo de Montaña Bilibio
Consiste en varias marchas montañeras de orientación y marcadas que transcurren por las Sierras de La Rioja y territorios limítrofes.
Para participar es obligatorio estar federado en la FEDME.
Para obtener el trofeo, es necesario clasificarse dentro del tiempo indicado, en la Marcha Interterritorial y tres de las otras cuatro marchas.
Las clasificaciones en las marchas son individuales, pudiendo ir una persona en cada una con un equipo diferente.

## Buzones montañeros colocados por el Club de Montaña Bilibio

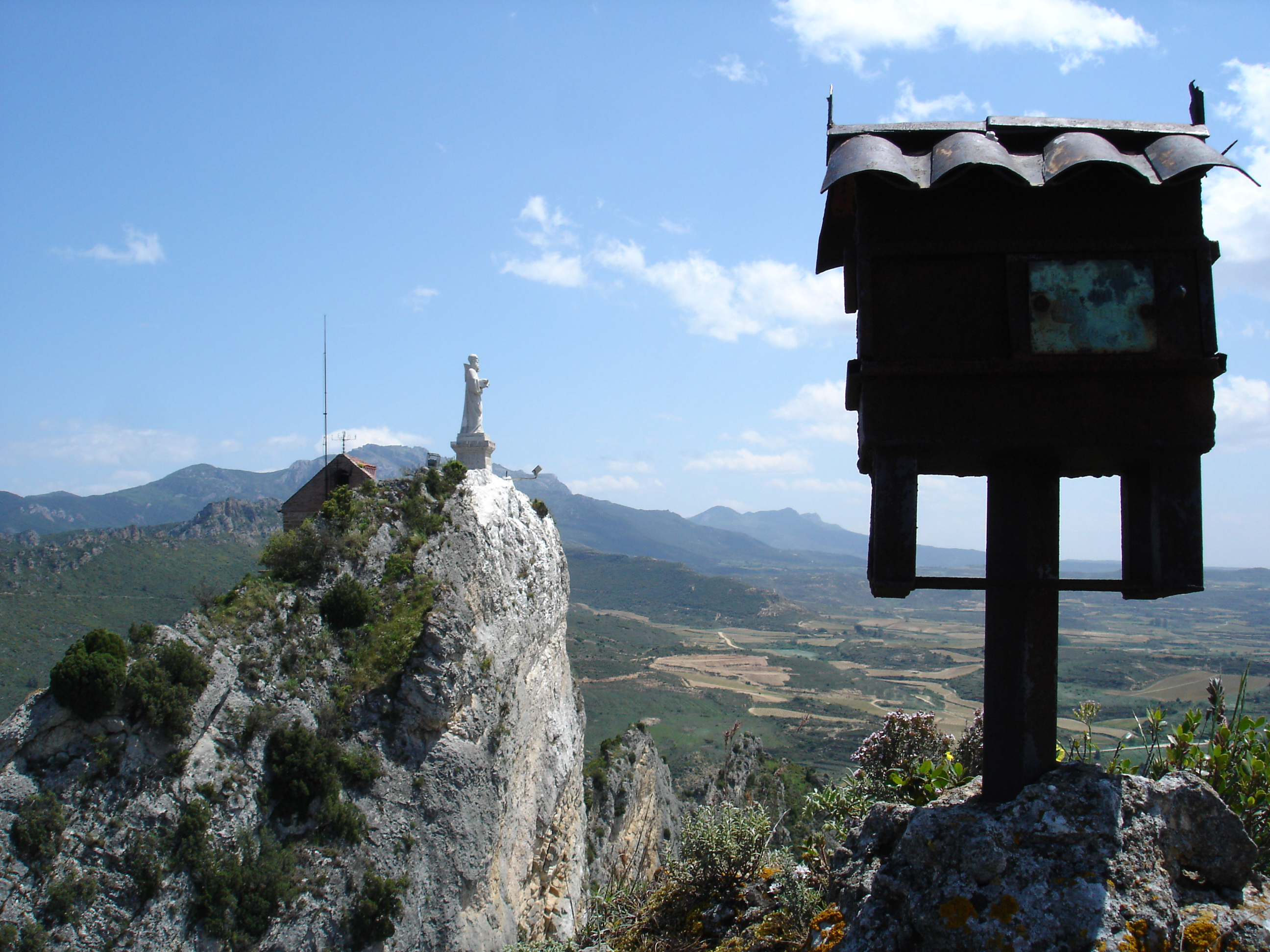
Riscos de Bilibio. Peña de San Felices y ermita vistos desde el buzón colocado el Club de Montaña Bilibio de Haro (Altitud: 620 m, C.M. Bilibio, 25-06-73).

Los buzones montañeros, que pueden ser de las más variopintas formas, estilos y dimensiones, suponen una simpática y pintoresca tradición.
Su cometido principal es contener las tarjetas depositadas por los montañeros como método para dar fe de las ascensiones realizadas.
Así mismo sirven de referencia por la información que contienen en sus placas: nombre de la cima, altitud, sociedad que lo colocó.
A lo largo de su historia el Club de Montaña Bilibio ha ido colocando distintos buzones por las sierras cercanas a Haro.
| Fecha      | Cima                | Cordillera           | Altitud  |
| ---------- | ------------------- | -------------------- | -------- |
| 25/06/1973 | Bilibio             | Montes Obarenes      | 620 m.   |
| 25/09/1977 | Salineros*          | Sierra de la Demanda | 2.093 m. |
| 25/09/1977 | Gitano*             | Sierra de la Demanda | 2032 m.  |
| 25/09/1977 | Domingo Pedro*      | Sierra de la Demanda | 1958 m.  |
| 25/09/1977 | Portillo Necotiu*   | Sierra de la Demanda | 2024 m.  |
| 25/09/1977 | Tito*               | Sierra de la Demanda | 2037 m.  |
| 25/09/1977 | Gatón*              | Sierra de la Demanda | 2003 m.  |
| 25/09/1977 | Cruz de la Demanda* | Sierra de la Demanda | 1.954 m. |
| 25/09/1977 | Otero*              | Sierra de la Demanda | 2.045 m  |
| 29/10/1977 | Chilizarrias*       | Sierra de la Demanda | 1.826 m. |
| 12/10/1978 | Cachipurri*         | Sierra de la Demanda | 2.012 m. |
| 12/10/1978 | Parlacia*           | Sierra de la Demanda | 1.809 m. |
| 25/03/1984 | Corcusa*            | Sierra de la Demanda | 1.513 m. |
| 06/05/1984 | Remendia*           | Sierra de la Demanda | 1.830 m. |
| 17/06/1984 | Cabeza Aguilez*     | Sierra de la Demanda | 2.033 m. |
| 20/03/1994 | Rave*               | Montes Obarenes      | 864 m.   |
| 19/03/1998 | Peña Escalera*      | Montes Obarenes      | 817 m    |
| 26/11/2006 | Dos Hermanas        | Sierra de la Demanda | 1.932 m. |

* Colocados conjuntamente con el Club Mirandés de Montaña